# 체이서 (2000년 영화)
《체이서》(Mercy Streets)는 미국에서 제작된 존 건 감독의 2000년 액션, 드라마, 범죄 영화이다. 에릭 로버츠 등이 주연으로 출연하였고 데이빗 A.R. 화이트 등이 제작에 참여하였다.

## 출연

### 주연
- 에릭 로버츠
- 데이빗 A.R. 화이트
- 로렌스 테일러
- 스테이시 키치

### 조연
- 신시아 워트로스
- 마무드 베이 시에크
- 로버트 라사르도
- 리사 펄스트
- 케빈 다운즈
- 카타오카 코지
- 로버트 라이온 래스너
- 존 맨
- 존 건
- 마이클 빌라니
- 마크 트워굿
- 빌 카피지
- 브래드 헬러

## 기타
- 미술: 마이클 피어스
- 의상: 밀라 허마노브스키
- 배역: 페니 페리